# Mateusz Laskowski
Mateusz Laskowski (Bielsko-Biała, 9 de septiembre de 1998) es un jugador profesional de voleibol polaco, juego de posición receptor/atacante. Desde la temporada 2019/2020, el juega en el equipo KPS Siedlce.